# Skarstein
Skarstein est une localité du comté de Nordland, en Norvège.

## Géographie
Administrativement, Skarstein fait partie de la kommune d'Andøy.